# Metavanuralite
La metavanuralite è un minerale.